# Registre (musique)
Pour les articles homonymes, voir Registre.
Ne doit pas être confondu avec ambitus ou tessiture.
 (mars 2010).
Si vous disposez d'ouvrages ou d'articles de référence ou si vous connaissez des sites web de qualité traitant du thème abordé ici, merci de compléter l'article en donnant les références utiles à sa vérifiabilité et en les liant à la section « Notes et références ».
Dans la musique occidentale, le mot registre n'a pas tout à fait la même signification selon qu'il s'applique à un instrument de musique ou à la voix chantée. Selon Le Nouveau Petit Robert de la langue française (éd. 1979), ce mot, lorsqu'il est appliqué au domaine musical, vient du latin médiéval registrum campanæ « corde de cloche » (regerere : « tirer »), et désigne dès le XVIe siècle, la « commande de chacun des jeux de l'orgue » ; à partir de 1811, le mot désigne aussi « chacun des étages de la voix d'un chanteur, quant à la hauteur des sons » : le « registre aigu, haut, moyen, grave »; enfin, le mot désigne l'« étendue de l'échelle des sons d'un instrument », soit l'équivalent de la tessiture pour la voix chantée.
Il ne doit pas être confondu avec la tessiture qui regroupe les différents registres d'une voix, ni avec l'ambitus qui désigne l'étendue d'une mélodie (de la note la plus grave à la note la plus aiguë), pour savoir à quel registre d'instruments ou à quelles tessitures vocales elle convient.

## Organologie
Pour la plupart des instruments (bois, cuivres, percussions, cordes), le registre est l'ensemble des notes possédant les mêmes caractéristiques de sonorité et exigeant la même technique. On peut cependant, comme pour la voix chantée, distinguer différents registres depuis le grave vers l'aigu : le registre grave, le registre moyen, le registre aigu, et parfois, le registre suraigu.
Sur certains instruments à clavier, tels que l'orgue ou le clavecin, le registre désigne un choix de timbre, obtenu par l'utilisation d'un mécanisme propre à cet instrument (synonyme de jeu).

## Voix
Le registre est une partie de la tessiture d'une voix possédant les mêmes caractéristiques de sonorité et exigeant la même technique. Depuis le grave vers l'aigu, on distingue principalement :
- le registre naturel produit par la contraction normale des cordes vocales et utilisé la plupart du temps par la voix parlée. Appelé voix de poitrine ou « registre de poitrine », il est couramment utilisé par les voix masculines (ténor, baryton et basse), par les chanteuses de variété et, parfois, par les chanteuses lyriques, pour émettre quelques notes graves sortant de leur tessiture habituelle.
- le registre intermédiaire, appelé voix mixte, qui permet d'éviter la rupture sonore (le « passage ») entre les deux registres graves et aigus. Le registre mixte est surtout utilisé par un type de ténor léger à la voix particulièrement élevée, appelé haute-contre.
- le registre aigu produit en empêchant la contraction normale des cordes vocales, appelé fausset (ou falsetto) pour les hommes, et « voix de tête » pour les femmes. Ce registre est couramment utilisé par les voix féminines (soprano, mezzo-soprano et contralto) et par les contreténors.

## Étendue des principaux instruments classiques dans leur registration normale et tessitures vocales
Le schéma ci-dessous présente le registre des principaux instruments et la tessiture des principales typologies vocales pour la musique classique.

## Numérotation
Les octaves sont différenciées par numérotation. La convention française donne le numéro 3 au la de 440 Hz, noté la3. Dans ce système, le la de 220 Hz est noté la2. Le changement d'octave se fait à partir du do supérieur ; ainsi on passe du si2 au do3. Les hauteurs de notes décrites sans indication du registre sont des hauteurs nominales.
Cette numérotation diffère selon les pays. Aux États-Unis, le la3 est noté A4 (une unité de plus). Ce standard est utilisé dans les logiciels d'édition et composition musicales les plus répandus. L'Allemagne et l'Angleterre possèdent également un système de numérotation qui leur est propre (cf schéma ci-dessous).
Dans le système français, au-dessous de l'octave 1 se trouve l'octave -1. Le do−2 correspond à la note la plus grave du Bösendorfer 290. Dans le système américain, la première octave commence à 0.
Les parties de ténor et de certains instruments étant généralement notées en clé de sol octaviée, le do grave correspond au do2.
De même, le terme « contre-xx » ne désigne pas une note précise mais une hauteur relative : le contre-ut du soprano est équivalent à un do5 alors que celui du ténor est un do4.